# Jorge Perugorría
Jorge Perugorría Rodríguez, també conegut com a Pichi (l'Havana, 13 d'agost de 1965) és un actor de teatre i cinema, director documentalista, pintor i escultor cubà.

## Biografia
Va néixer el 13 d'agost de 1965 a Wajay, al sud de la ciutat de l'Havana. Viu en Santa Fe (l'Havana), un poble de pescadors als afores de la capital cubana, amb la seva esposa Elsa María Lafuente de la Paz (que va ser companya d'estudis i de repartiment en algunes obres, i amb qui es va casar el 1985) i els seus quatre fills (Anthuan, 1989; Andros, 1990; Adán, 1996; y Amén, 2000).
En 2003 li va ser atorgada la nacionalitat espanyola per carta de naturalesa.
Membre de l'Acadèmia de les Arts i Ciències Cinematogràfiques d'Espanya i Membre de l'Acadèmia de les Arts i Ciències Cinematogràfiques de Hollywood, els Estats Units.
Fill de pares separats, va viure en la seva infantesa amb la seva mare, Mirta, la seva germana Georgia i la seva àvia Felicia. Va cursar la primària a l'Escola Pedro Beliz Hernández, en Wajay. Als 11 anys va començar a assistir a classes de pintura a la Casa de Cultura local (1976-1977); la secundària la va fer a l'Escola S. B. Héroes del Corintia, a El Chico (municipi Boyeros) i aquí va passar al preuniversitari Leonte Guerra per a finalment ingressar en l'Institut Politècnic de la Construcció José Martí, de Boyeros.
Va ser allí on va descobrir el teatre i va començar a actuar el 1984 en el grup Albatros que dirigia Eduardo Novoa; també participa en sèries televisives, com a Retablo personal i la d'aventures Shiralad. Va fer un migmetratge de Tomás Piard, Boceto, al que Perugorría considera la seva «primera experiència amb el cinema». En aquesta pel·lícula sobre l'amistat de tres joves en la dècada de 1930, Perugorría va mostrar el seu nu frontal, experiència que repetirà a Derecho de asilo, dirigida per Octavio Cortázar i basada en la narració homònima d'Alejo Carpentier.
Com a actor de teatre va fer Shakespeare amb la companyia Olga Alonso i va aconseguir la fama a La colección de animales salvajes de cristal amb el grup Teatre Rita Montaner.
En 1990, Perugorría va ser part de l'èxit de públic i crítica "Trilogía de Teatro Norteamericano", sota la direcció de Carlos Díaz al Teatre Nacional de Cuba. Amb el muntatge de Las criadas de Jean Genet, va fundar el 1992, al costat de Monica Guffanti i Carlos Acosta-Milian, Teatre El Público, congregats al voltant de la figura del director d'escena Carlos Díaz. Teatre El Público, continua sent avui un referent obligat de les Arts Escèniques a Cuba.
Perugorría va actuar en diverses sèries de televisió i pel·lícules curtes, però el seu primer èxit cinematogràfic seria Fresa y chocolate (1993), de Tomás Gutiérrez Alea i Juan Carlos Tabío, on va interpretar el paper de Diego, un jove homosexual que troba a un estudiant anomenat David. Allí va interpretar el difícil paper de Clara i, com en el teatre «estava manejant tota la gestualitat femenina, andrògina, el manerismo», això el va ajudar a passar la prova per al paper de gai que havia d'exercir en el film.
La pel·lícula, que tracta de manera subtil la tolerància i política sexual, va guanyar nombrosos premis, i va fer que Perugorría fos reconegut com un dels actors més famosos de Cuba. Des de llavors ha actuat en més de seixanta de films, entre els quals destaquen el Che de Steven Soderbergh, Amor vertical d'Arturo Sotto i Lista de espera de Juan Carlos Tabío, Cuatro estaciones en La Habana, a més dels esmentats Fresa y chocolate i Derecho de asilo.
Com a director, Perugorría ha dirigit alguns films com, Afinidades, Amor Crónico, Se Vende i Fátima o el parque de la Fraternidad.
En el 2013 va protagonitzar les tres temporades de la sèrie Lynch, produïda per Fox Telecolombia, rodada a Colòmbia i l'Argentina.
Aficionat a la pintura, va realitzar la seva primera exposició en 2001 sota el títol de Si me pides el pesca'o te lo doy...; ha fet mostres a Cuba, Espanya, Estats Units e Itàlia. Perugorría afirma que va començar amb la pintura, abans de ser actor, i que simplement després la va reprendre.
En 2006 va començar a incursionar en l'escultura. Al novembre de 2015, crea i inaugura GTG, (Galeria Taller Gorría), Proyecto Cultural y Galería de Arte. Calle San Isidro 214, e/ Picota y Compostela, Habana Vieja, Cuba.
El 2008, després del pas de l'huracà Ike per la localitat oriental cubana de Gibara —on es realitza anualment el Festival del Cinema Pobre, creat pel cineasta cubà Humberto Solás— va convocar als artistes plàstics a enviar obres per a realitzar una subhasta i donar els guanys per a reconstruir la ciutat.
Al setembre de 2015 el nomenen President del Festival Internacional de Cinema Pobre de Gibara, fundat per un dels mestres del cinema cubà, Humberto Solás. Aquest Festival se celebra cada any a la Ciutat de Gibara, província de Holguín, Cuba. En el 2017 el va canviar de nom “Festival Internacional de Cinema de Gibara”
Sobre l'art i la política, diu:
| «                  | Nosaltres, els artistes, estem per a fer preguntes, i els polítics, per a donar respostes. És a dir, és molt fàcil per a un artista posar-se d'acord amb el poder, això dona estabilitat, dona confort, dona seguretat, però no és aquest el terreny que jo crec que és el terreny de l'art. | » |
| — Jorge Perugorría | |   |

## Premis
| Any  | Festival                                                         | Categoria                      | Pel·lícula               | Resultat  |
| ---- | ---------------------------------------------------------------- | ------------------------------ | ------------------------ | --------- |
| 2015 | Premis Platino                                                   | Millor interpretació masculina | La pared de las palabras | Nominat   |
| 2014 | Festival de Cinema de Bogotà                                     | Icono Precolombino             | Obra de tota la vida     | Guanyador |
| 2013 | Chicago Latino Film Festival                                     | Gloria                         | Trajectòria Artística    | Guanyador |
| 2001 | Festival de Cinema de Cartagena de Indias                        | Actuació masculina             | Lista de Espera          | Guanyador |
| 1996 | Festival de Cinema de Viña del Mar                               | Millor actor                   | Amor Vertical            | Guanyador |
| 1995 | Associació de Cronistes d'Espectacles de New York                | Mulllor actuació               | Fresa y chocolate        | Guanyador |
| 1994 | Festival de Cinema de Gramado                                    | Millor actuació masculina      | Fresa y chocolate        | Guanyador |
| 1994 | Festival de Cinema d'Asunción                                    | Millor treball actoral         | Fresa y chocolate        | Guanyador |
| 1993 | Festival Internacional del Nou Cinema Llatinoamericà de l'Havana | Millor actor                   | Fresa y chocolate        | Guanyador |

## Filmografia
| Any  | Pel·lícula                                           | Director                                 |
| ---- | ---------------------------------------------------- | ---------------------------------------- |
| 2016 | Cuatro estaciones en La Habana (Máscaras)            | Félix Viscarret                          |
| 2016 | Cuatro estaciones en La Habana (Paisaje de otoño)    | Félix Viscarret                          |
| 2016 | Cuatro estaciones en La Habana (Pasado perfecto)     | Félix Viscarret                          |
| 2016 | Cuatro estaciones en La Habana (Vientos de Cuaresma) | Félix Viscarret                          |
| 2015 | Viva                                                 | Paddy Breathnach                         |
| 2015 | Kimura                                               | Aldo Rey Valderrama                      |
| 2014 | Vuelta a Ítaca                                       | Laurent Cantet                           |
| 2014 | Refugio                                              | Demían Bichir                            |
| 2014 | La muerte del Gato                                   | Lilo Vilaplana                           |
| 2014 | Fátima o el parque de la Fraternidad                 | Jorge Perugorría                         |
| 2014 | Vestido de novia                                     | Marilyn Solaya                           |
| 2013 | La pared de las palabras                             | Fernando Pérez                           |
| 2013 | Boccaccerías                                         | Arturo Sotto                             |
| 2013 | Tarde para Ramón                                     | Daniel Chile                             |
| 2012 | Lynch                                                | Jerónimo Lynch                           |
| 2012 | Se Vende                                             | Jorge Perugorría                         |
| 2012 | Edificio Royal                                       | Iván Wild                                |
| 2011 | 7 días en La Habana                                  | Juan Carlos Tabio                        |
| 2011 | Amor Crónico                                         | Jorge Perugorría                         |
| 2010 | Clara no es nombre de mujer                          | Pepe Carbajo                             |
| 2010 | Afinidades                                           | Vladimir Cruz y Jorge Perugorria         |
| 2009 | Boleto al paraíso                                    | Gerardo Chijona                          |
| 2009 | El cazador de dragones                               | Patxi Barco                              |
| 2009 | Un amor de pel·lícula                                | Diego Musiak                             |
| 2008 | El cuerno de la abundancia                           | Juan Carlos Tabío                        |
| 2007 | Guerrilla                                            | Steven Soderbergh                        |
| 2007 | Che                                                  | Steven Soderbergh                        |
| 2007 | La Mala                                              | Lilian i Pedro Rosado                    |
| 2007 | La noche de los inocentes                            | Arturo Sotto                             |
| 2006 | Óscar, una pasión surrealista                        | Lucas Fernández                          |
| 2006 | El corazón de la tierra                              | Antonio Cuadri                           |
| 2005 | Reinas                                               | Manuel Gómez Pereira                     |
| 2005 | Una rosa de Francia                                  | Manuel Gutiérrez Aragón                  |
| 2005 | Frutas en el café                                    | Humberto Padrón                          |
| 2005 | Barrio Cuba                                          | Humberto Solás                           |
| 2005 | Hormigas en la boca                                  | Mariano Barroso                          |
| 2004 | Tánger                                               | Juan Madrid                              |
| 2003 | Más vampiros en La Habana                            | Juan Padrón                              |
| 2003 | Nowhere                                              | Luis Sepúlveda                           |
| 2002 | Caribe                                               | Esteban Ramírez                          |
| 2002 | Rencor                                               | Miguel Albaladejo                        |
| 2001 | Gaijin, ámame como soy                               | Tizuka Yamasaki                          |
| 2001 | Roble de olor                                        | Rigoberto López                          |
| 2000 | Vajont - La diga del disonore                        | Renzo Martinelli                         |
| 2000 | Miel para Oshún                                      | Humberto Solás                           |
| 1999 | Tierra del Fuego                                     | Miguel Littín                            |
| 1999 | Lista de espera                                      | Juan Carlos Tabío                        |
| 1999 | Tierra del fuego                                     | Miguel Litín                             |
| 1999 | Cuando vuelvas a mi lado                             | Gracia Querejeta                         |
| 1999 | Volavérunt                                           | Bigas Luna                               |
| 1998 | Estorvo                                              | Ruy Guerra                               |
| 1998 | Doña Bárbara                                         | Betty Kaplan                             |
| 1998 | Cosas que dejé en La Habana                          | Manuel Gutiérrez Aragón                  |
| 1997 | Navhaja en la carne                                  | Neville de Almeida                       |
| 1997 | La vida según Muriel                                 | Eduardo Milewicz                         |
| 1996 | Historias clandestinas en la Habana                  | Diego Musiak                             |
| 1996 | Bámbola                                              | Bigas Luna                               |
| 1996 | Amor vertical                                        | Arturo Sotto                             |
| 1996 | Edipo alcalde                                        | Jorge Alí Triana                         |
| 1995 | Cachito                                              | Enrique Urbizu                           |
| 1995 | Un asunto privado                                    | Imanol Arias                             |
| 1995 | Guantanamera                                         | Tomás Gutiérrez Alea i Juan Carlos Tabío |
| 1994 | Dile a Laura que la quiero                           | José Miguel Juárez                       |
| 1994 | Derecho de asilo                                     | Octavio Cortázar                         |
| 1993 | Fresa y chocolate                                    | Tomás Gutiérrez Alea i Juan Carlos Tabío |
| 1991 | Boceto                                               | Tomás Piard                              |